# Onil
Onil es un municipio de la Comunidad Valenciana, España. Está situado en el norte de la provincia de Alicante, en la comarca de la Hoya de Alcoy, a los pies de la Sierra de Onil, y forma parte de la subcomarca histórica y natural de la Hoya de Castalla. El municipio está adscrito al partido judicial de Ibi y es conocido como la cuna de las muñecas. Cuenta en la actualidad con 7493 habitantes (INE 2017).

## Geografía

### Término municipal
Situado en la zona noroccidental de la Hoya de Castalla, en la comarca de la Hoya de Alcoy, Onil presenta un relieve accidentado, en el que se distinguen dos unidades orográficas: la sierra y el llano.
La Sierra de Onil, en las estribaciones occidentales de la Sierra de Mariola, ocupa la mitad septentrional del término y está flanqueada al oeste por la Sierra del Reconco (1210 m; término de Biar) y la Sierra de Biar, al norte por la Fenossosa (término de Bañeres) y al este por l'Alt de Biscoi (1164 m; término de Ibi), en las inmediaciones del parque natural del Carrascal de la Fuente Roja, y la Serra Grossa (término de Ibi). Las altitudes más destacadas de la Serra d'Onil son, de oeste a este: el Coll de Fontalbres (1023 m), Vistabella (1102 m y 1133 m), el Tossal de la Creu (1127 m), les Talaies (1056 m), la Fenossosa (1211 m), les Ombries (1005 m, 1013 m, 988 m, 1015 m), la Penya de l'Àguila (988 m), les Penyes Roges (981 m y 973 m), els Pasqualets (974 m), el Pinar de l'Ombria (1032 m), el Cim de Teulau (1018 m), l'Ombria del Puig (1081 m), el Cabeç de Favanella (996 m), Tahuenga (1009 m), l'Alt de l'Arcaeta (994 m), la Solana de Monvari (1016 m). En la parte meridional de la Sierra de Onil, en descenso hacia el núcleo urbano y la llanura, encontramos en una cota más baja, partiendo del oeste: l'Alt del Frare Quarto, els Castellets, la Coveta de Santa Quitèria, l'Alt Redó. La población arranca literalmente a los pies de una línea montañosa bastante escarpada en muchos puntos y se expande hacia la llanada.
La zona del llano se subdivide en tres unidades (de este a oeste): el Pla de Quart, el Pla d'Onil y la Marjal, antiguamente un humedal cuya desecación concluyó en el siglo XVIII. En la Marjal inicia su curso el río Verde (también llamado río de Cabanes), que, traspuesto el pantano o embalse de Tibi, recibe el nombre de Monnegre, hasta llegar a aguas del Mediterráneo en el término de Campello, ya con el nombre de riu Sec.
Su clima es en general templado, pero batido por todos los vientos, aunque dominando el de poniente. Es el propio de la zona de transición entre el clima mediterráneo, bonancible, y el continental. En verano se alcanzan temperaturas de 35 °C y en invierno, en casos extremos, pueden bajar hasta los -10 °C.

### Localidades limítrofes
Onil limita con los términos municipales de Bañeres al norte, Alcoy al noreste, Biar al oeste, Castalla al sur e Ibi al este.
| Noroeste: Biar    | Norte: Bañeres | Noreste: Alcoy    |
| Oeste: Biar       | Onil           | Este: Ibi         |
| Suroeste Castalla | Sur: Castalla  | Sureste: Castalla |

## Historia
En aquell temps que primer d'aquest fon...
(Ausias March, LXXIX, iii)

debiendo ser los historiadores puntuales, verdaderos y nonada apasionados
(Quijote, I, ix)

Era un pueblo al alcance de mi mano, / perdido en un rincón de un mapa triste...
(Carlos Sahagún, "Manantial")

Esta canción es para ti, / niño perdido y hallado en la arena. / ¡Tantos años sin encontrarte! / Sucias, las olas borraron tus huellas. // La vida nos hizo mayores / antes de tiempo, luchando en la niebla. / Quedó en el aire espeso y frío / un resto amargo de oscura protesta. // Y ahora viene la bajamar, / vuelven las cosas que nunca regresan. / Como en un sueño inesperado, / todo es infancia en la aurora completa.
(Carlos Sahagún, "Canción")

### SigloXIII
No hay, en el área específica de Onil, pruebas de una ocupación ininterrumpida anterior a la época musulmana (la comprendida, en este caso, entre los siglos VIII y XIII). Aunque la arqueología ha sacado a la luz en su término municipal algunos vestigios de fecha ibérica y romana (y otros de más antigua datación), los primeros documentos escritos de que se dispone acerca de Onil corresponden al siglo XIII y apuntan, como es lógico, al momento de la colonización cristiana que está teniendo lugar en esas fechas y a la etapa musulmana inmediatamente anterior.
Después del tratado de Almizra (1244), el príncipe almohade Abū Sa'īd al-Rahmān (también conocido como Abū Zayd y tradicionalmente como Zeit Abu Zeit), anteúltimo soberano musulmán (valí) de Valencia, convertido al cristianismo, toma por capitulación en 1244, como vasallo del rey Jaime I y acompañado de cruzados cristianos, el área de la Hoya de Castalla, donde se ubican Onil y la alquería de Favanella, cuyo control ejerce por espacio de varios años, actuando al parecer juntamente con el caballero aragonés Ximén Pérez de Arenós. Concluye en esa zona, en especial con la toma de Biar (1245), el ciclo de conquistas cristianas iniciado por el rey en 1229 en Mallorca. En el caso particular de Onil, esas fechas marcan, en rigor, el inicio de la implantación del cristianismo en estas tierras, y ello seguramente por primera vez desde tiempos apostólicos.
En 1247, Abū Zayd cede los derechos eclesiásticos sobre estos lugares al arzobispo de Tarragona. El señorío secular se lo había asignado a sus hijos Alda y Ferrando y a sus respectivos cónyuges, Blasco Pérez de Arenós y su hermana Teresa, hijos los dos últimos de Ximén Pérez de Arenós. Con este, lugarteniente del rey en Valencia, acuerda Jaime I en 1251 el trueque de los lugares de Onil y Castalla por los de Cheste y Villamarchante. Ello ocurre probablemente con el objeto de preservar en manos reales la defensa de aquella zona meridional, que en aquellos años se encuentra, como es sabido, en la franja suroccidental del reino y forma frontera directa con el de Murcia, hasta poco antes taifa y ahora protectorado cristiano, donde Castilla aún pugna por afirmar su hegemonía tras obtener en esas tierras acceso al Mediterráneo.
A la llegada de los cristianos en el siglo XIII, Onil debía de ser un exiguo núcleo de población musulmana asociado a un fortín o puesto de vigilancia (documentación latina de 1251 habla de una "turris de Unili"), cuyo emplazamiento exacto se desconoce. Es natural pensar que los cristianos se encontraron en aquel modesto poblado con un pequeño número de moros (vinculados a la aljama de Castalla), y asimismo tuvo que haber moradores mahometanos en la alquería de Favanella, o acaso dispersos en partidas rurales del término (rafales, almunias), si no abandonaron esos parajes precaviéndose de la llegada de los cristianos o fueron ahuyentados por los nuevos pobladores. A un primer momento, en que pudo establecerse una reducida guarnición, seguiría una segunda fase, de colonización (presumiblemente, con poco elemento humano aún), ya en los años sesenta, después del desmantelamiento de la aljama de Castalla, tras la revuelta mudéjar de Murcia (1264-1266).
Jaime I asigna el fortín de Onil ("castrum de Unili"), en 1265, a uno de sus hijos, Pedro Fernández de Híjar. A continuación, en 1268, el rey dona el mencionado puesto fortificado y el poblado de Onil ("castrum et villa de Unili") a Albert de Lavània. A fines del XIII, se cuentan entre los feudos del almirante Roger de Lauria. No obstante, entre los años finales del XIII y la primera mitad del siglo XIV, Onil y la alquería de Favanella son objeto de un intrincado vaivén de donaciones y cesiones temporales, permutas, ventas, o están sujetos a prolijos pleitos hereditarios, con repetidas reversiones fugaces a la corona. Solo tras una larga serie de transacciones en las que pasa de unas manos a otras, Onil vuelve a titularidad real en el transcurso del siglo XIV.

### SigloXIV
Pedro IV el Ceremonioso instituye la baronía formada por los pueblos de Castalla, Onil y Tibi (con poblados y alquerías adyacentes como Sarganella, Favanella y Cabanes), y en 1362 la cede en calidad de feudo a mossén Ramon de Vilanova, cuyos descendientes regentaron el señorío durante varios siglos, hasta que en el XVII pasó a los duques de Béjar y en el XVIII a los marqueses de Dos Aguas (quienes hasta la extinción del régimen señorial, en los primeros años del siglo XIX, se vieron siempre como herederos legítimos de una línea dinástica que arrancaba en el siglo XIV con los Vilanova). La enfeudación de la baronía de Castalla se lleva a cabo, en el contexto de la llamada guerra de los dos Pedros (Pedro IV de Aragón y Pedro I de Castilla), con el objetivo de mejorar, con la fortificación del castillo de Castalla, la defensa de aquella comarca fronteriza.
Es imaginable que el implante de nuevos pobladores iniciado en la segunda mitad del XIII prosiguiera de forma lenta y paulatina durante los siglos XIV y XV, un proceso acaso dificultado por las epidemias de peste que marcaron aquel siglo y el siguiente y tuvieron incidencia recurrente en tierras valencianas. Junto al elemento cristiano, es razonable pensar que por esas fechas también hubiese población mudéjar en el lugar de Onil o en sus predios rústicos.

### SigloXV
En el Cuatrocientos, fueron titulares de la baronía de Castalla, y por tanto del señorío de Onil, mossén Ramón Lladró de Vilanova y, consecutivamente, su hijo mossén Baltasar Lladró de Vilanova. El segundo de ellos auspició en el decenio de 1470 la llegada a Onil de un grupo de mudéjares oriundos de la vecina Torremanzanas, quienes se sumaron a una pequeña aljama preexistente. Se carece de datos de población generales para el siglo XV. No obstante, las comarcas del sur del reino registran durante esta centuria un sensible aumento de población.
No es seguro que la prosperidad que se suele atribuir al siglo XV valenciano tuviera gran alcance en áreas rurales distantes de la capital como lo era la Hoya de Castalla. Para los vecinos del pueblo, mayor repercusión tendrían probablemente los avatares relacionados con las luchas de bandos que opusieron a las baronías (y a sus vasallos enrolados en sus milicias privadas) del reino desde fines del XIV y durante el XV y en las que estuvo implicado de lleno el linaje de los Lladró de Vilanova, encuadrado en la facción de los Centelles, rival de los Vilaragut.
En las postrimerías de la Edad Media, en los años finales de este siglo, empieza a perfilarse la estratificación social que caracterizará (en proporciones cambiantes) a poblaciones como Onil en las tres centurias siguientes: una pirámide social formada por campesinos, labradores (entendiendo por ello al enfiteuta que tiene a su cargo partidas de terreno mayores que las del simple labriego, con eventuales cultivadores a sueldo), algunos vecinos dedicados a labores artesanales (los llamados menestrales) o al comercio para la provisión de bienes de primera necesidad, un grupo relativamente nutrido de religiosos (por lo general, del bajo clero), algún burgués, algún hidalgo o infanzón (caballero), y por encima de ellos el señor territorial (generalmente ausente y representado in situ por un procurador, no siempre presente), al que el resto de la escala social –exceptuando el clero e incluida la población mudéjar– se subordina obligatoriamente por vínculos de vasallaje. Ese panorama social determina, por lo demás, unas formas de vida eminentemente agrarias, de producción restringida y bajo nivel de consumo.

### SigloXVI
Como herencia visible del señorío a que estuvo sometida la población entre los siglos XIV y XIX, ha quedado el magnífico palacio-fortaleza, conocido actualmente como del marqués de Dos Aguas o Palacio Municipal. Su construcción se inició, no obstante, en el siglo XVI en tiempos de los Vilanova, concretamente de mossén Ramon Lladró (también llamado Ramon de Vilanova Rocafull), y se prolongó hasta entrado el XVII, en la etapa en que ostentaron el señorío de Onil los duques de Béjar. La decisión de edificar el palacio puede que fuera consecuencia del saqueo de la población en 1521, durante la guerra de las Germanías, por parte de tropas de agermanados.

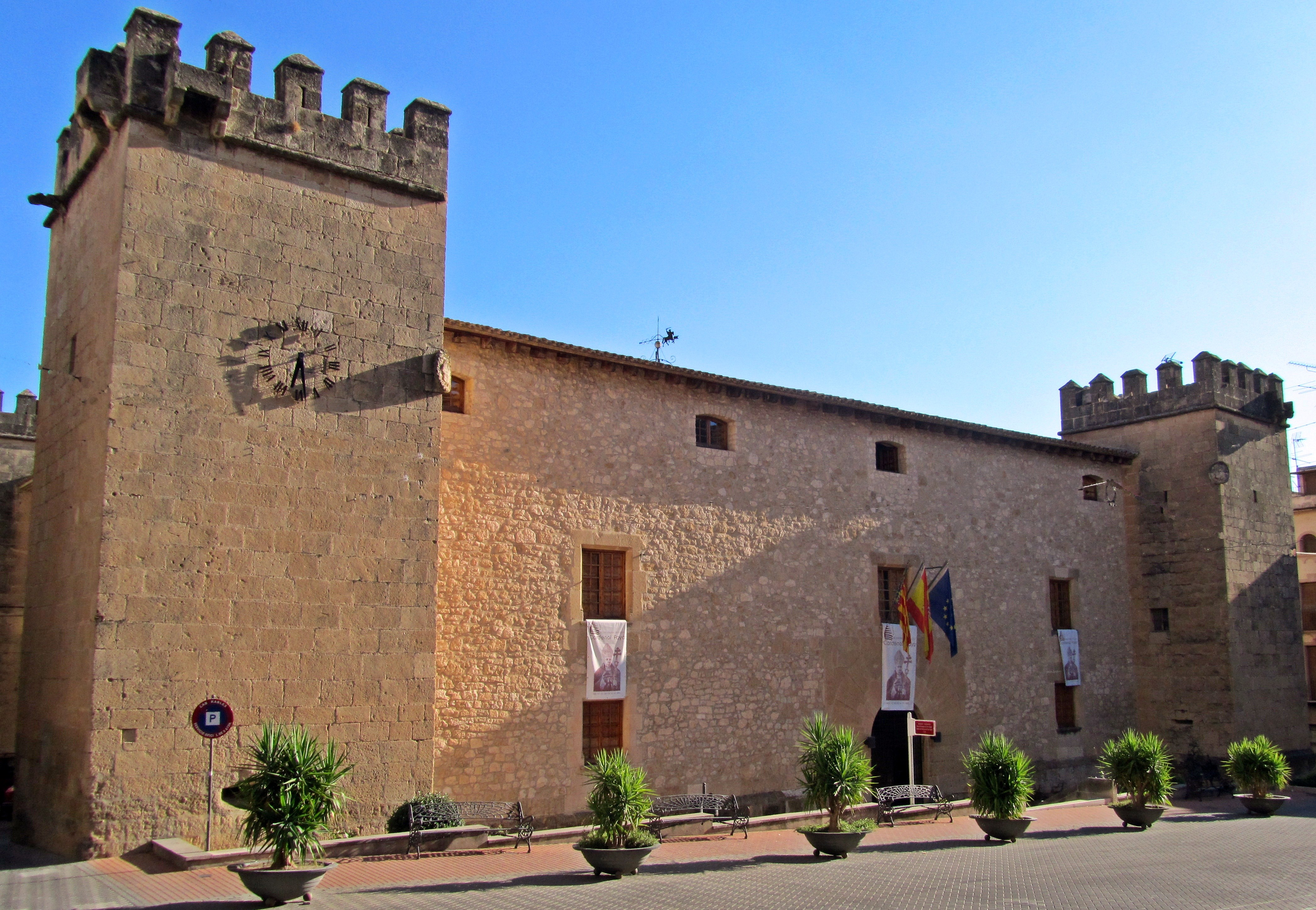
Palacio del Marqués de Dos Aguas (Palacio Municipal)

Con el siglo XVI llega seguramente a su apogeo, en el caso de Onil, el régimen señorial, objeto a partir de entonces de un persistente movimiento de contestación. Menudean aún en esa época, no obstante, los contratos de establecimiento (o enfitéuticos, una figura jurídica de origen feudal que pervive hasta el siglo XIX), que implicaban la cesión a vecinos del llamado dominio útil de tierras de cultivo o inmuebles (no su propiedad, o dominio pleno), a condición de sujetarse, en dependencia vasallática, al señor, ante el cual correspondía tributar anualmente. Contra la dependencia señorial, acatada por lo general pero sentida como régimen abusivo, litigó el pueblo de Onil en varias ocasiones. Primeramente, elevando a los tribunales una demanda –la iniciativa correspondió a Castalla– en 1583 con el objeto de anular la enfeudación de 1362, reclamación desestimada después en las cortes de Monzón de 1585 en tiempos de Felipe II, causa que se retoma, nuevamente sin éxito, en el periodo 1617-1628 y en 1657. El segundo pleito importante se inició en 1749, si bien, como en ocasiones anteriores, las pretensiones de emancipación quedaron insatisfechas.
El cómputo de población de Jerónimo Muñoz (1565-1572) señala para Onil, adscrito por entonces a la Gobernación de Játiva, la cifra de 145 vecinos. En esta época, se empieza a hacer visible una incipiente burguesía, que, pese al control que ejerce el régimen señorial sobre la vida económica del municipio, va acrecentando sus patrimonios, en parte por medio de actividades crediticias y especulativas.

### SigloXVII
La vida local en el siglo XVII viene marcada en lo fundamental por dos factores. En primer lugar, se registra un pasajero debilitamiento del poder señorial, debido a la larga disputa que enfrenta a la casa de Albatera con el ducado de Béjar acerca de la titularidad del señorío. Ello mitiga en alguna medida el rigor del aparato tributario que había sofocado en el pasado el ejercicio de una vida económica más libre, y en la que poder fundar unas mínimas bases de prosperidad acordes con los esfuerzos laborales del común de vecinos. La segunda característica del momento es el fuerte influjo de la Iglesia, en una sociedad en la que el cumplimiento de los preceptos religiosos y en general las conductas públicas y privadas eran objeto de una atenta vigilancia eclesiástica. Proliferan o se intensifican en esa época, como es sabido, las devociones marianas, que establecen o refuerzan las respectivas advocaciones locales; y así ocurre en Onil a raíz de un episodio de peste en 1648. La mengua de población ligada a esta epidemia no fue notable, aunque se sumó a un cortejo de calamidades (sequías, lluvias torrenciales, plagas de insectos, movimientos sísmicos) que sin duda tuvieron que agravar las condiciones de vida de los habitantes del pueblo, ya de por sí difíciles en una fase histórica de profundo abatimiento como lo fue la del Seiscientos.
La actual iglesia, que ocupa el flanco occidental del Palacio Municipal, consagrada a San Jaime, fue concluida oficialmente en 1778, si bien es posible que ya en la segunda mitad del XVII estuviese habilitada para el culto. Este nuevo templo, planeado por Pere Cambra en 1614, sustituyó a la modesta iglesia o ermita que había existido en lo que se cree fue el núcleo originario del pueblo, construida probablemente en la segunda mitad del siglo XIII, con el establecimiento de los primeros colonos cristianos posteriores a la conquista jaimina. A esa iglesia primitiva se adosaría más tarde (o acaso se asentó sobre ella) el llamado monasterio de Montserrat (hoy en estado ruinoso), construido entre los siglos XVI y XVII para albergar a una comunidad de religiosas, si bien la fundación del beaterio no llegó a concretarse y de hecho el edificio nunca fue habitado por orden alguna.
De un recuento de población de 1609 se desprende que en Onil, a diferencia de núcleos relativamente próximos del extremo oriental de la Hoya de Alcoy, el Condado de Cocentaina y el Valle de Albaida, no había moriscos al inicio de ese siglo. Consta que algunos onilenses se integraron en las milicias que sometieron a los moriscos sublevados en la Vall de Laguar, y en general en la Marina Alta, en respuesta al decreto de expulsión de 1609. En relación con esa cuestión, cabe mencionar el caso de un grupo de niños moriscos (morisquillos) que quedaron a salvo de la expulsión y que, al igual que ocurrió en otros lugares, fueron asignados a algunos hogares onilenses.
Tras la expulsión de los moriscos (1609), se registraron en tierras valencianas movimientos migratorios interiores destinados a la reocupación de los territorios que habían quedado abandonados después del desalojo forzado de los moros conversos, quienes habían constituido hasta entonces un tercio de la población valenciana. En ese contexto, varias familias onilenses se afincaron, para contribuir a su repoblación, en antiguos lugares de moriscos, tales como Petrel, Monóvar, Novelda, Aspe y áreas colindantes, que habían acusado una drástica pérdida de población tras la expulsión de 1609. Un censo nominal de 1646 atribuye a Onil la cifra de 189 vecinos, que en un cómputo de 1692 asciende a 266 vecinos.
En el tránsito entre el siglo XVII y el siguiente y en un ambiente poco propicio al ejercicio de formas de estudio de carácter seglar, solo el ámbito de la vida eclesial parece garantizar alguna vía de promoción intelectual. Es en ese contexto donde, como emanaciones naturales del siglo XVII, pueden enmarcarse figuras como la de fray Pedro Juan de Molina (1697-1775), quien desempeñó importantes cargos en la orden franciscana, de la que llegó a ser por dos veces general, y es sin duda el miembro más descollante de una familia onilense que dio por esos años otros hombres de iglesia.

### SigloXVIII
A comienzos del siglo XVIII, durante la guerra de Sucesión, Onil se alineó en el bando borbónico, por lo que, finalizada la contienda, Felipe V le concedió el título de "muy fiel y leal" villa y una serie de privilegios y exenciones tributarias, algunos de los cuales nunca entraron en vigor. Al igual que a escala más amplia, el siglo XVIII se distingue en Onil (adscrito desde 1708 a la Gobernación –o Corregimiento– de Jijona, hasta la división provincial de 1833) por ser una etapa de despegue demográfico (ya iniciado en los decenios finales del XVII), pese al factor de freno e inhibición de la iniciativa particular que en el aspecto económico supuso siempre la persistencia de un régimen señorial de caracteres feudalizantes. Ello explica la intensificación a mediados del XVIII de las mencionadas demandas de emancipación –un litigio que se prolonga desde 1749 hasta cuando menos 1760– con respecto al marquesado de Dos Aguas, linaje que asume el señorío ya una vez iniciado el XVIII y lo ostenta durante un periodo de menos de un siglo.
No obstante la existencia de onerosos gravámenes sobre la actividad laboral y sobre otros aspectos de la vida económica y social del municipio, en esta época la agricultura se ve favorecida al concluir el proceso de desecación del Almarjal (la Marjal), la vega que se extiende entre Onil y Castalla, que hasta esa fecha había sido terreno palustre. En las Observaciones sobre la historia natural, geografía, agricultura, población y frutos del Reyno de Valencia (1795-1797) del geógrafo y botánico valenciano Antonio José Cavanilles se lee la siguiente detallada descripción física del término municipal, así como de sus recursos agrícolas y económicos en general, un diagnóstico que corresponde a los últimos años del Setecientos:

74. [...] Entre estos dos pueblos [Castalla y Onil] queda media legua de llanuras, y en ellas los marjales, precedidos de un suelo arenisco: es tanto lo que rinden, que ó se deben reputar por los mas fértiles del reyno, ó sus cultivadores por los mas industriosos é inteligentes. Lo son mucho efectivamente, como fertilísima de suyo la tierra. Esta, aunque naturalmente de arcilla blanquecina, aparece obscura por los abonos que le añadió el colono; mejórase con mezclas de arena quando es sobrado tenaz; y es transportada otras veces á los campos areniscos para darles substancia. Excaváron los de Oníl varios azarbes, por donde corren libremente las aguas de los marjales quando no las necesitan para el riego, y practicáron en ellos á trechos varias entradas para colocar tablones, y detenerlas quando deben fertilizar los campos; de los quales los que se extienden hasta las inmediaciones de Oníl sirven para maiz y trigo; síguense otros en gradería con semejantes producciones, guarnecidos de almendros lo largo del ribazo; y despues otros por aquellas lomas, donde hay viñas, almendros y olivos.

Especialmente al olivo es a lo que mayor atención presta el botánico valenciano en su reseña de los diversos cultivos del municipio:

Presentan los olivos un modelo acabado que debe copiar quien desee cultivarlos con todo acierto: tienen regularmente tres ramos principales bien abiertos, de los quales salen otros limpios, sin confusion, recibiendo todos la influencia del sol y de los vientos. Cógese allí el fruto quando está maduro para evitar los riesgos que suelen suceder; y á mi parecer debiera cogerse aun con mas anticipación, quando la aceytuna es de un roxo negro sin arrugas ni dureza; porque entónces está llena de xugo sazonado, que léjos de aumentarse en adelante, se altera, se engruesa, y el aceyte que proviene ni es tan bueno ni de tanta duracion. Mejor sería si á imitacion de los Provenzales se perfeccionase la fábrica y manipulacion; y no tendría la Francia el derecho exclusivo de proveer de aceyte las mesas delicadas, ni seriamos tributarios de ella en este artículo. [...] Debieran multiplicarse los molinos para el aceyte comun, limpiarse con lexías, como igualmente los utensilios necesarios. Convendria mucho que los propietarios tuviesen molinos particulares, segun el método de Mr. Sieuve, para separar el hueso de la carne, y extraer de ella el aceyte virgen, llevando despues el residuo y los huesos á otros molinos para extraerles el aceyte que queda. La costumbre envejecida, la falta de luces y de comercio, el exȏrbitante derecho de almazara, son obstáculos que debieran vencerse. [...]

La descripción prosigue con datos pormenorizados que permiten hacerse una idea del conjunto de las labores agrícolas características de esa etapa histórica:

75. Además de las aguas que brotan en los marjales tienen los de Oníl tres fuentes preciosas llamadas la Mayor, la de Fabanella y la de la Arcada. Nace la primera al pie del monte dentro de la villa, socorre las necesidades de los vecinos, mueve un molino, y fertiliza 70 jornales de tierra: la de Fabanella en la raiz occidental del cabezo del mismo nombre, con aguas para regar 15 jornales; y la de la Arcada, llamada así por pasar sobre un arco, en la falda meridional de Montbari, con igual cantidad de aguas que la de Fabanella. Como todas nacen á bastante elevacion respecto de la hoya, proporcionan riego á muchos campos que sin ellas quedarian secos. Son est[o]s inferiores en mérito á los marjales, bien que dan siempre dos cosechas de este modo. Siémbrase el trigo en el tiempo regular, y sigue sus épocas hasta llegar á la perfeccion: segado y levantadas las mieses, vienen otros trabajadores que aran el campo, y lo siembran de maiz. Quando este tiene aun el fruto verde entran otros de nuevo, y en el mismo campo siembran habas, que se hallan ya muy crecidas al coger el maiz; síguese á esta cosecha la de habas, y á continuación se prepara el campo para sembrar maiz, que madura ántes de cumplirse dos años desde que se sembró el trigo. Así se suceden las cosechas cada dos años, á no ser que el labrador prefiera otras. La suma de frutos de Oníl se regula en 2200 cahices de trigo, 800 de cebada, 600 de maiz, 460 de almendra, 300 de legumbres, 700 arrobas de anís, 4500 de aceyte, 200 de cáñamo, 180@ de zanahorias, 2@ de gualda de tintes, 21@ cántaros de vino, y apénas 80 libras de seda.

El cuadro se cierra con información relativa a otras tareas (la alfarería) y a incipientes actividades fabriles del municipio (telares), que en parte tendrán continuidad en el siglo siguiente y llegarán incluso hasta el XX:

A este producto debe añadirse lo que rinde la fábrica de paños y la alfarería, cuyos operarios se sirven de la greda, muy abundante junto al monte y casas de la poblacion: hacen al año 40 hornadas, estimadas en 150 reales cada una, y siguen en todo el método de Biár, echando sal en la masa que debe servir para alcarrazas, cuyas paredes trasudan agua en verano, la qual al evaporarse aumenta la frescura de la que permanece. Algunos vecinos se ocupan en beneficiar las minas de yeso, tan freqüentes en las cercanías de Oníl, que sirven de cimiento á muchos edificios del arrabal; haylas tambien de alabastro muy hermoso. [...]

Por lo demás, el interés por el fomento de la educación, característico del siglo XVIII, se concreta en Onil en el proyecto de fundación, a instancias de su entonces cura párroco, de una escuela elemental para muchachas (una para chicos ya existía al parecer desde antes), que inicia sus actividades a principios del siglo XIX, tras un largo expediente administrativo, cuya resolución se vio retardada seguramente por los sucesos políticos del país a comienzos del Diecinueve.

### SigloXIX
En el contexto de la guerra de la Independencia, en 1808 y a requerimiento de la Gobernación –o Corregimiento– de Jijona, se formaron en Castalla, Ibi y Onil las llamadas milicias de voluntarios honrados, constituidas ante la eventualidad de combatir a los franceses. Las tropas napoleónicas ocuparon efectivamente la Hoya de Castalla en 1812, donde en marzo de ese año implantaron autoridades locales afectas en sus respectivos municipios. Poco después, el área comarcal de la Hoya fue escenario de dos cruentas acciones bélicas: la primera el 21 de julio de 1812, que se saldó con la derrota de las tropas españolas mandadas por el general Enrique José O'Donnell, y la segunda el 12 de abril de 1813, cuando la alianza angloespañola derrotó a los franceses del mariscal Louis Gabriel Suchet. Con ocasión de la primera de dichas acciones, la caballería francesa acampó en las afueras de Onil.
El siglo XIX marca la abolición del régimen señorial, lo que para Onil (al igual que para los que habían sido, durante siglos, lugares y villas de señorío valencianos) significa la conversión del usufructo de tierras y bienes raíces (el llamado dominio útil, una forma de titularidad condicional, sujeta a diversas modalidades de tributación ante el señor de turno) en propiedad fáctica y el sacudimiento de la sofocante batería de cargas impositivas vigentes en siglos anteriores. Ello tendrá como consecuencia el surgimiento de nuevas formas de propiedad de la tierra, con la aparición de algunos terratenientes que van estableciendo pequeños cacicatos. Todo ello es resultado del gradual desmembramiento del patrimonio de los Dos Aguas y de las desamortizaciones de Mendizábal (1836) y Madoz (1855). Esta nueva situación, derogado el régimen señorial, también hará posible el desarrollo de una incipiente industria en los decenios finales del siglo. De hecho, el inicio de la fabricación de juguetes y en especial de muñecas se remonta a la década de 1870.
En el aspecto demográfico, la población onilense parece registrar a fines del segundo decenio del siglo XIX un sensible retroceso con respecto a cifras conocidas de la etapa final del siglo XVIII y comienzos del XIX, si bien los datos estadísticos oficiosos de que se dispone para el siglo XIX dibujan un cuadro sumamente errático, al que es difícil conceder crédito inobjetable.
A mediados del siglo XIX, el Diccionario geográfico de Pascual Madoz presenta el siguiente cuadro de recursos económicos, ya en algunos aspectos (singularmente, en lo relativo el comercio ambulante) distinto del trazado por Cavanilles cincuenta años antes:

Prod[ucción]: toda clase de cereales, abundante cosecha de aceitunas muy apreciables, vino, almendra y legumbres. Ind[ustria]: una fábrica de buenos paños movida por el agua; 4 alfarerías, 3 tejares, 6 molinos de aceite y uno harinero. El comercio forma la principal ocupación de sus habitantes, esparcidos por toda la Península expendiendo frutos indígenas y coloniales, y sobre todo drogas, en la que tienen un conocimiento aventajado; tienen además un mercado semanal todos los viernes, en el que se venden toda clase de comestibles y celebran una feria anual en los dos últimos días de abril y el 1° de mayo.

La artesanía muñequera está dando aún sus primeros pasos a fines del XIX y tan solo proporciona ocupación a una exigua parte del pueblo, en especial a la juventud femenina. Ello no puede evitar, por tanto, que, debido a la penuria de puestos de trabajo, parte de la población local tenga que buscar perspectivas más favorables fuera del municipio. De hecho, el área comarcal de la Hoya registra en esos años una fuerte emigración laboral, con carácter más o menos permanente en unos casos (dirigida a Madrid, Barcelona, Zaragoza, la Argelia francesa), o bien de carácter estacional.

### SigloXX
El sector industrial de la muñeca conoce un crecimiento singular en Onil durante el siglo XX. De hecho, este ramo se constituye poco a poco en la alternativa laboral de gran parte de la población activa del municipio (sobre todo, en el caso de las mujeres) a la ganadería y la agricultura, que rinde escasos frutos y ofrece limitadas posibilidades de empleo e innovación productiva. La generalización de la electricidad para su uso en talleres familiares e instalaciones fabriles de mayor envergadura será relativamente tardía (iniciada ya la década de 1920), si bien el alumbrado público eléctrico data de principios del siglo xx. Cabe referirse también a la instalación, en 1924, de la primera centralita telefónica, que está en funcionamiento hasta que en 1978 se introduce en Onil el servicio telefónico automático.
A fines del xix se inicia la afiliación de campesinos y operarios en una Sociedad de Socorros Mutuos, lo que constituye una forma embrionaria de asociacionismo. En 1915 se funda la organización obrera "La Unión Onilense", que al año siguiente se integra en el PSOE. En 1917 y 1919 se registran huelgas de mujeres en fábricas de muñecas de la localidad. El aumento de la conflictividad social lleva a solicitar en 1920 el establecimiento de un puesto permanente de la Guardia Civil. Al margen de los festejos ligados al calendario religioso, la vida asociativa cotidiana no estrictamente sindical se canaliza en esos años a través de las bandas de música y los casinos; esporádicamente tienen lugar también funciones de teatro popular (sainetes costumbristas), representadas por aficionados.

En el aspecto sociopolítico, la vida de Onil está marcada, desde los últimos años del siglo XIX y hasta la caída de la monarquía en 1931, por la figura del abogado y propietario José María Payá y Alonso de Medina (1866-1936), sobrino del cardenal Miguel Payá y Rico –de ascendencia onilense– y mayordomo de Alfonso XIII. Afincado intermitentemente en su pueblo natal desde que hiciese edificar a fines del XIX en las afueras del municipio un palacete conocido como Casa de l’Hort (hoy en día alberga el Museo de la Muñeca), 

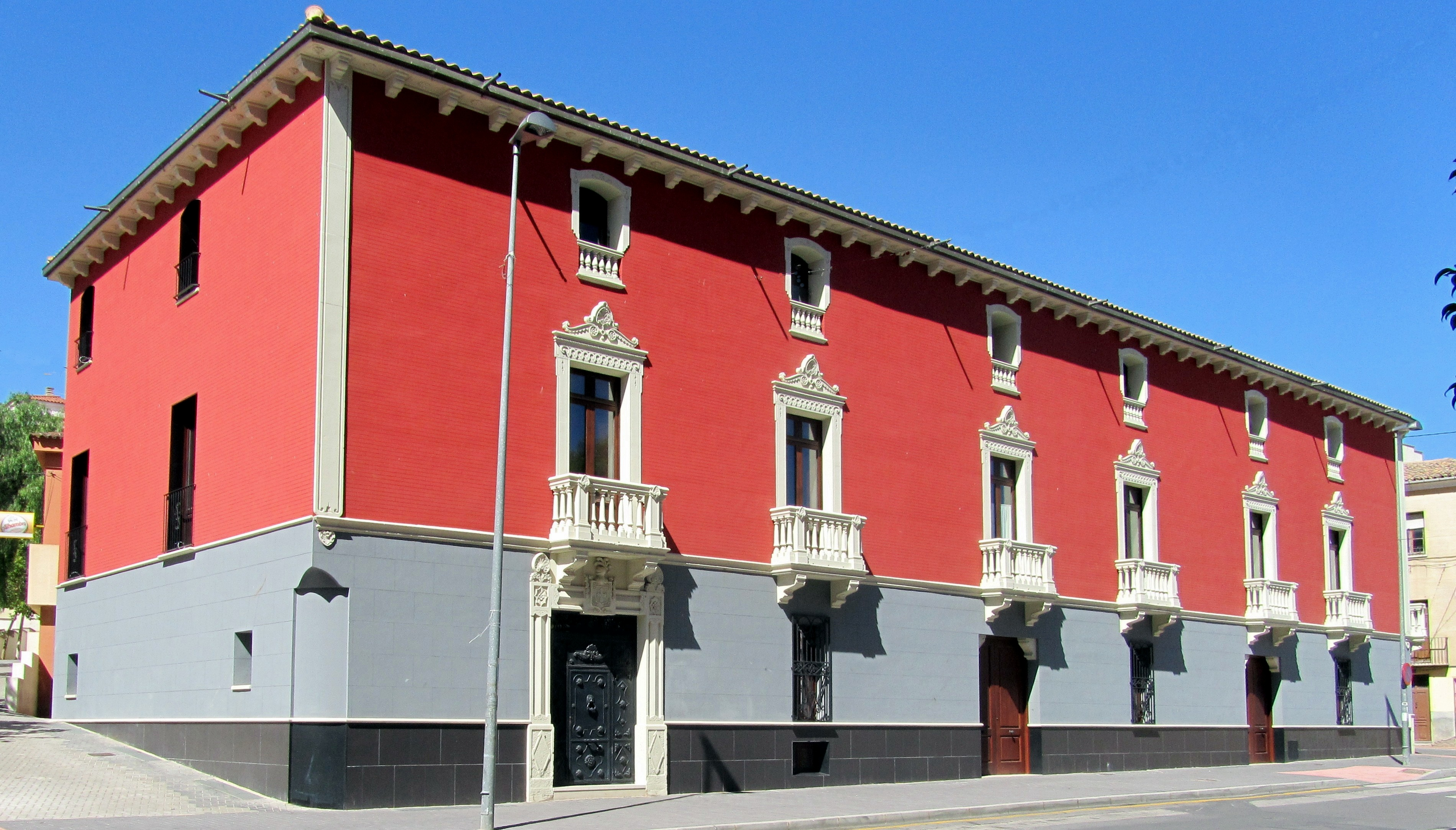
Casa de l'Hort

 Payá ejerce durante años el papel de jefe político local (ocupa en alguna etapa incluso la alcaldía), aceptando una posición de preeminencia abonada en parte por la continuidad de una extendida mentalidad obsecuente, que por inercia mantiene vivos hábitos sociales y manifestaciones de pleitesía o deferencia característicos de etapas del ya para entonces abolido sistema señorial, que parece reverdecer extemporáneamente por esos años. Ello se da obviamente en contraste con una paulatina concienciación política de signo diferente y acentos diversos (obrerismo, republicanismo), que, andando el tiempo, pondrá en tela de juicio esa hegemonía.
En tiempos de la Segunda República, se asiste a escala local a dos etapas políticas diferenciadas: una primera (tras la constitución del ayuntamiento que sale de las elecciones del 12 de abril de 1931), en la que ostenta la alcaldía una agrupación republicana de izquierdas, y una segunda (a partir de junio de 1934), de predominio del lerrouxista Partido Republicano Radical, en torno al cual se ha ido aglutinando desde 1931 la mayor parte de la derecha local. En marzo y abril de 1934 se declaran varias huelgas de campesinos y de operarias de fábricas de muñecas, a las que pone fin la intervención del gobierno civil de Alicante; a ello seguirán la clausura temporal de la Casa del Pueblo y la detención de algunos huelguistas. En mayo de 1934, se instruye expediente administrativo contra el ayuntamiento de Onil, y ello desemboca en su suspensión cautelar por parte del Ministerio de la Gobernación. El equipo de gobierno es sustituido por una comisión gestora encabezada por miembros de la CEDA y el Partido Republicano Radical, que está al frente del municipio hasta 1936. En la primera mitad de julio de 1935 sobreviene un temporal devastador que asuela, entre otras zonas del país, la subcomarca de la Hoya de Castalla; en Onil causa cuantiosos daños en la agricultura.
En el aspecto político, la creciente polarización de posiciones que se vive en aquellos años también tiene su reflejo a escala local. Tras el estallido de la guerra civil española, de forma análoga a lo ocurrido en otras poblaciones de zona republicana, en Onil (que hasta el final de la contienda quedará en territorio republicano) toma el poder un comité revolucionario de defensa, y en enero de 1937 este es sustituido por un consejo municipal, refrendado por el gobierno de Valencia. En los primeros meses de la guerra, se registran en el término municipal y en el área comarcal tristes episodios de represión que costaron la vida a varios vecinos y el encarcelamiento de otros. Concluida la guerra, la represión subsiguiente se saldará asimismo con varios fusilamientos, la prisión y otras formas de represalia, igualmente de infeliz memoria.
Durante el periodo 1936-1939 tiene lugar en Onil, así como en otras partes de España, la intervención estatal de empresas industriales (en el caso onilense, industrias jugueteras y de fundición metalúrgica) para ser puestas al servicio de la producción de guerra. En 1937 se habilita en las inmediaciones del pueblo, en la llanura de la Marjal, una pista de aterrizaje y despegue para vuelos de prueba de los Servicios Aéreos de Fabricación (SAF-15), planta de aviación militar ubicada desde el inicio de la guerra en Rabasa, en las afueras de Alicante. A ese pequeño aeródromo se agrega en Onil una sección de ensamblaje de avionetas.
Al igual que en el resto del país, durante la época franquista la vida local se ve fuertemente influida por la tutela eclesiástica y el papel hegemónico del partido único. En los años de la posguerra, los esfuerzos de la mayoría se dirigen a superar las grandes estrecheces materiales del momento y a recuperar y relanzar la actividad económica que había constituido el medio de existencia más importante –junto a las labores agropecuarias– en los cuatro primeros decenios del siglo XX, esto es, la industria muñequera, en la que empieza a intervenir, en proporción mayor que en el pasado, el elemento masculino como fuerza de trabajo. Con el paso de los años se van introduciendo en ese sector innovaciones decisivas (nuevos materiales y procedimientos, nuevas formas de organización empresarial, nuevas disposiciones oficiales en materia laboral) que suponen una paulatina modernización productiva y a la postre una expansión fundamental de este negocio. En 1957 se asiste, con la fundación de FAMOSA (acrónimo de Fábricas Agrupadas de Muñecas de Onil SA), a una primera fusión de talleres y empresas jugueteras en una sociedad de amplio accionariado. El auge de este ramo industrial hace surgir en los sesenta sociedades análogas, junto a otras dedicadas a suministrar productos auxiliares para la muñequería. En esos años, el municipio recibe además un considerable aporte de vecinos procedentes de otras zonas del país (singularmente, de Andalucía, La Mancha y en menor medida de Aragón), atraídos por las posibilidades laborales de aquel momento. En 1970, el 60 % de la producción española total de muñecas provenía de Onil.

En los años de la transición democrática, a fines de los setenta y en la primera mitad de los ochenta, el municipio experimenta una etapa de cierta efervescencia cultural, que se concreta en la organización de certámenes de artes plásticas –pintura, escultura, fotografía–, exposiciones, ferias del libro, proyecciones de cine no convencional, en la fundación de asociaciones culturales, en la reapertura de la biblioteca municipal, en la programación más asidua de conciertos. Se viven también los inicios de la recuperación institucional de la cultura y la lengua autóctonas. 

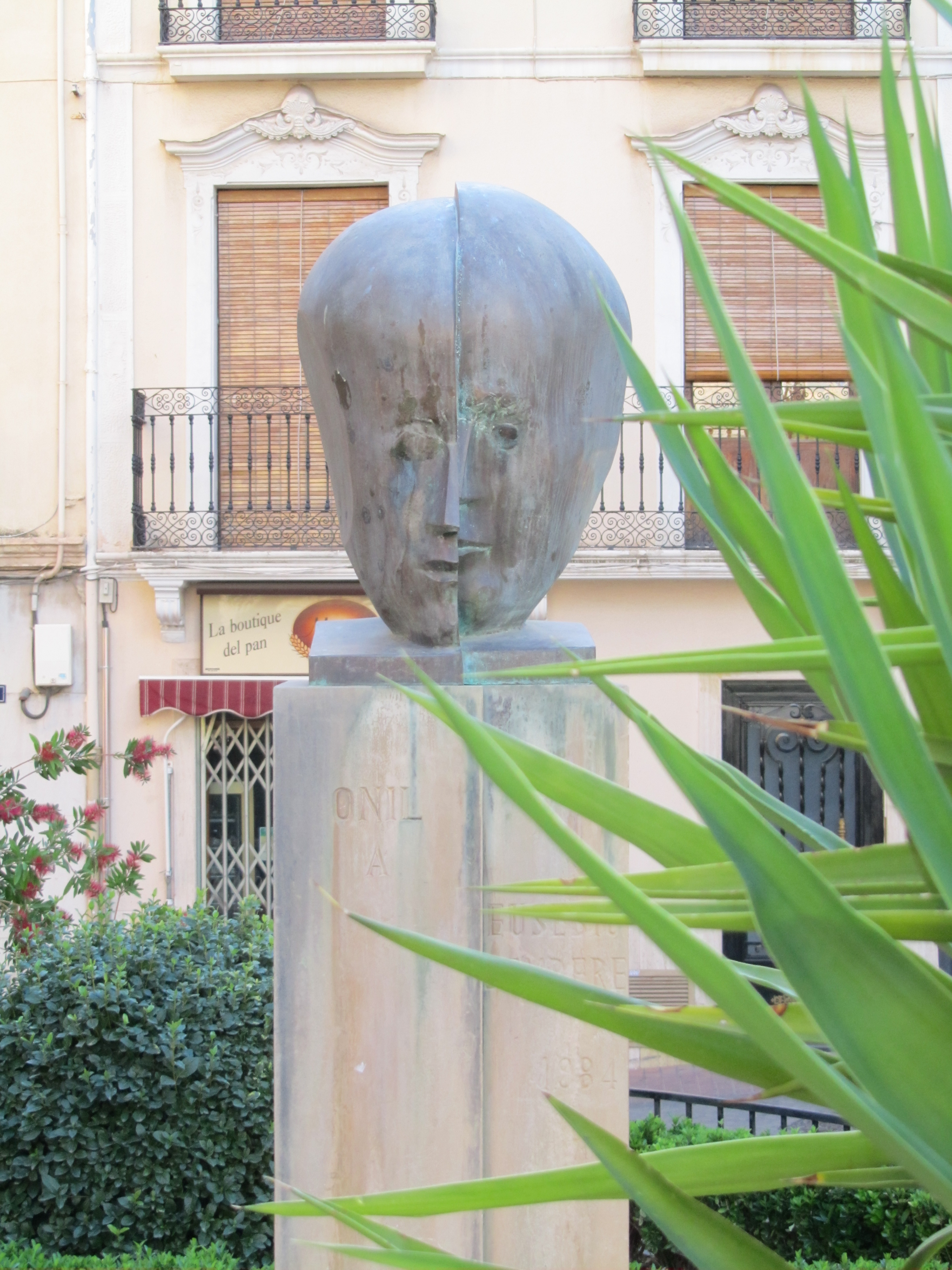
Homenaje a Eusebio Sempere, bronce de Pablo Serrano (1984) en la Plaza Mayor

 Es un clima al que sin duda contribuye el pintor y escultor onilense Eusebio Sempere Juan, Premio Príncipe de Asturias de las Artes en 1983, quien patrocina decisivamente algunas de esas iniciativas.
Las instituciones educativas reciben un importante impulso en los decenios finales del siglo XX: en 1977 se inaugura un segundo colegio público de Educación General Básica (con el nombre de "Virgen de la Salud"), al que se sumará un tercero en la segunda mitad de los años ochenta (con el nombre de "La Creueta"), convertido después en Instituto de Educación Secundaria. En los años noventa, tiene lugar también la reubicación y nueva planta del primer grupo escolar del municipio (de fines de los años cuarenta, reabierto con el nombre de "San Jaime"). En el campo de la enseñanza musical, los lustros finales del siglo XX presencian también un desarrollo determinante de la escuela municipal de música, asociada a la banda (al Centro Instructivo Musical de Onil). El deporte, cuyo fomento oficial arranca de los años sesenta y setenta, también conoce en esos años –y hasta la actualidad– un auge considerable.
En el aspecto económico, los años ochenta del siglo XX registran una crisis que pone fin a varias empresas industriales del sector de la muñeca y la juguetería, pese a lo cual (y pese a medidas de deslocalización) la subcomarca de la Hoya de Castalla y en particular Onil siguen siendo aún en la actualidad un área fundamental en dicho ramo. Los años noventa del siglo XX y los iniciales del XXI supondrán, por lo demás, una notable diversificación de actividades, tanto en la industria como en el sector terciario. Ello vendrá acompañado también de una intensificación de la expansión urbana del municipio y, sobre todo en los primeros años del nuevo milenio, de la afluencia de un significativo porcentaje de inmigrantes de varias procedencias.

## Geografía humana

### Demografía
Cuenta con una población de 7959 habitantes (INE 2024).
| Gráfica de evolución demográfica de Onil entre 1842 y 2021                                                            |
| |
| Población de derecho según los censos de población del INE. Población de hecho según los censos de población del INE. |

| Evolución demográfica de Onil | Evolución demográfica de Onil | Evolución demográfica de Onil | Evolución demográfica de Onil | Evolución demográfica de Onil | Evolución demográfica de Onil | Evolución demográfica de Onil | Evolución demográfica de Onil | Evolución demográfica de Onil | Evolución demográfica de Onil | Evolución demográfica de Onil | Evolución demográfica de Onil | Evolución demográfica de Onil | Evolución demográfica de Onil | Evolución demográfica de Onil | Evolución demográfica de Onil | Evolución demográfica de Onil | Evolución demográfica de Onil | Evolución demográfica de Onil | Evolución demográfica de Onil | Evolución demográfica de Onil | Evolución demográfica de Onil | Evolución demográfica de Onil | Evolución demográfica de Onil | Evolución demográfica de Onil | Evolución demográfica de Onil | Evolución demográfica de Onil | Evolución demográfica de Onil | Evolución demográfica de Onil | Evolución demográfica de Onil |       |       |
| 1900                          | 1910                          | 1920                          | 1930                          | 1940                          | 1950                          | 1960                          | 1970                          | 1981                          | 1991                          | 2000                          | 2001                          | 2002                          | 2003                          | 2004                          | 2005                          | 2006                          | 2007                          | 2008                          | 2009                          | 2010                          | 2011                          | 2012                          | 2013                          | 2014                          | 2015                          | 2016                          | 2017                          | 2018                          | 2019                          | 2020  | 2024  |
| ----------------------------- | ----------------------------- | ----------------------------- | ----------------------------- | ----------------------------- | ----------------------------- | ----------------------------- | ----------------------------- | ----------------------------- | ----------------------------- | ----------------------------- | ----------------------------- | ----------------------------- | ----------------------------- | ----------------------------- | ----------------------------- | ----------------------------- | ----------------------------- | ----------------------------- | ----------------------------- | ----------------------------- | ----------------------------- | ----------------------------- | ----------------------------- | ----------------------------- | ----------------------------- | ----------------------------- | ----------------------------- | ----------------------------- | ----------------------------- | ----- | ----- |
| 2.918                         | 2.920                         | 2.897                         | 2.948                         | 2.877                         | 2.919                         | 3.185                         | 4.733                         | 6.144                         | 6.550                         | 6.829                         | 6.874                         | 6.974                         | 7.144                         | 7.317                         | 7.500                         | 7.466                         | 7.622                         | 7.709                         | 7.771                         | 7.723                         | 7.753                         | 7.697                         | 7.544                         | 7.565                         | 7.548                         | 7.494                         | 7.493                         | 7.475                         | 7.507                         | 7.600 | 7.959 |

### Comunicaciones
A continuación se describen las principales vías de comunicación por carretera hacia Onil:
| CV-80 Enlaza la A-7 con la A-31. |
| CV-815 Onil - Castalla - Alicante. Se trata de la vía más importante de la localidad, pues forma la salida del núcleo hacia localidades vecinas como Castalla o Ibi; enlaza asimismo con la CV-80. Por el tramo de vía local circulan diariamente más de 9000 vehículos, siendo la carretera convencional más transitada del norte de la provincia. |
| CV-799 Une Onil y Villena. |
| CV-802 Conecta la CV-80, Onil y Biscoy. |
| CV-803 Enlaza Onil - CV-795 (Bañeres - Alcoy) |

### Economía
La economía local se basa ante todo en la industria juguetera. La fabricación de muñecas y juguetes, a la que se asocian varias formas de industria auxiliar, y la fundición metalúrgica han sido tradicionalmente los dos sectores más importantes. Junto a ello, en los últimos años se está asistiendo a una diversificación de actividades económicas y al desarrollo de nuevas industrias. Cabe mencionar asimismo que en la vida laboral de muchas familias se registra en la actualidad un factor que en decenios anteriores había sido menos frecuente, y es la necesidad de desplazarse a diario fuera del municipio por razones de trabajo.
En sus campos se cultivan predominantemente almendros y olivos. La abundancia del fruto de estos últimos favorece la elaboración de aceite de mesa de calidad y el aderezo de aceitunas.

## Política

### Autoridades municipales: fines delsigloXIXe inicios delsigloXX
- Primera República - elecciones municipales de julio de 1873[136]
  - Alcalde: Lucindo Tortosa Juan - Primer teniente de alcalde: Ramón Colomer Sempere - Segundo teniente de alcalde: José Bellido Vidal - Síndico procurador: Miguel Reig y Beneyto - Suplente síndico: Pedro Gutiérrez Sempere
  - Concejales: José Pardines Sempere, José Ferrer Vila, Ramón Esteve Cortés, Juan Mateo Navarro, Tomás Cantó y Beneyto
  - Secretario: Vicente José Juan Berenguer

- Restauración
  - Alcalde (1887-1909): Juan Vilaplana Sousa.[137]

### Alcaldes y corporación municipal durante la II República
- Simeón Sanchis Cerdá | 1931[138] -1934 Conjunción Republicano-Socialista
  - Primer teniente de alcalde: José Merín Domínguez
  - Segundo teniente de alcalde: José Tortosa Bernabeu
  - Concejales: José Amat Payá, Rafael Castelló Gisbert, Cándido A. Cortés Juan, Santiago Molina Sempere, Antonio Poveda Sanjuán, Antonio Rico Molina, Emilio Sempere Bernabeu, Antonio Vilaplana Pons
- Jaime Durá Mira | junio de 1934-junio de 1935 CEDA
- Santiago Molina Sempere | 1935-1936 Partido Republicano Radical

- Amparo Payá | 1936-1936 Partido Comunista

- Antonio Poveda Sanjuán | ≈ 1936-1939 PSOE

### Alcaldes durante la dictadura franquista
- Manuel Payá Pérez | 1939-1940 Movimiento
- Agustín Calvo Mira | 1940-1941 Movimiento
- Santiago Molina Sempere | 1942-1950 Movimiento
- Isidro Rico Juan | 1951-1955 Movimiento
- José Tortosa Juan | 1955-1978 Movimiento

### Alcaldes de la etapa de la restauración democrática
- José Navarro Laosa | 1979-1983 Independiente
- Vicente Juan Sanchis | 1983-1987 PSPV-PSOE
- Vicente Juan Sanchis | 1987-1991 PSPV-PSOE
- José María Rozalén Rubio | 1991-1995 PPCV-PP
- José María Rozalén Rubio | 1995-1999 PPCV-PP
- José María Rozalén Rubio | 1999-2003 PPCV-PP
- Amando Fernando Picó Juan | 2003-2005 PSPV-PSOE
Mercedes Mira Reig | 2005-2007 PSPV-PSOE
- Elisa Crescencia Ribera Ferri | 2007-2011 PPCV-PP
- José Ramón Francés Blanes | 2011-2015 PPCV-PP
- Humi Guill Fuster | 2015-2019 PSPV-PSOE
- Humi Guill Fuster | 2019-2023 PSPV-PSOE
- Jaume Berenguer Pastor | 2023-2027 PPCV-PP

A las elecciones municipales de 2007 se presentaron 4 listas municipales; el PP obtuvo 9 concejalías, con 2658 votos (61,54 %); 3 concejalías el PSPV-PSOE, con 1000 votos (23,15 %); 1 concejalías Compromís per Onil (Coalición del Bloc y EUPV), con 485 votos (11,23 %) y ERPV, con 176 votos (4,08 %).
A las elecciones municipales de 2011 se presentaron 5 listas: el PP obtuvo 7 concejalías, con 1876 votos (46,04 %); 4 concejalías el PSPV-PSOE, con 1169 votos (28,69 %); 1 concejalía la Coalició Compromís, con 502 votos (12,32 %); 1 concejalía EUPV, con 282 votos (6,92 %); no obtuvo representación el CDL, con 109 votos (2,67 %).
A las elecciones municipales de 2015 se presentaron 7 listas: el PSPV-PSOE obtuvo 5 concejalías, con 1430 votos (34,93 %); 3 concejalías el PP, con 911 votos (22,25 %); 2 concejalías la candidatura Blanes y Equipo por Onil, con 587 votos (14,34 %); 1 concejalía Compromís per Onil, con 401 votos (9,79 %); 1 concejalía EUPV-Acord Ciutadà, con 314 votos (7,67 %); 1 concejalía la candidatura CET (Canviem entre tots Onil-Podemos), con 243 votos (5,91 %); no obtuvo representación Cs, con 130 votos (3,18%).
A las elecciones municipales de 2019 se presentaron 5 listas: el PSPV-PSOE obtuvo 9 concejalías, con 2345 votos (59,28 %); 3 concejalías el PP, con 747 votos (18,88 %); 1 concejalía Unides Podem-Esquerra Unida, con 371 votos (9,38 %); no obtuvieron representación Cs, con 242 votos (6,12 %) ni Compromís Municipal, con 224 votos (5,66 %).
A las elecciones municipales de 2023 se presentaron 3 listas: el PP obtuvo 6 concejalías, con 1768 votos (41,84 %); el PSPV-PSOE, 5 concejalías, con 1700 votos (40,23 %); y Acord per Guanyar-Compromís, 2 concejalías, con 703 votos (16,63 %).

## Monumentos

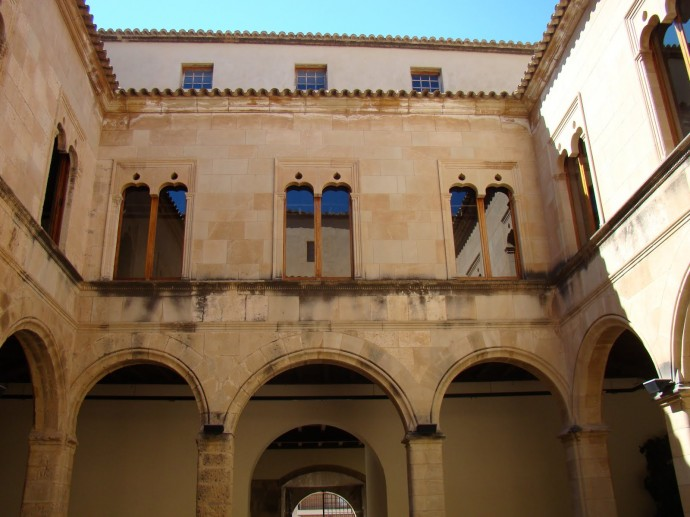
Patio del Palacio Municipal

- Palacio del marqués de Dos Aguas – Palacio Municipal. Si bien es conocido popularmente con el nombre de Palacio del marqués de Dos Aguas, fueron otros titulares del señorío de Onil, concretamente Ramon de Vilanova Rocafull, quienes iniciaron en el siglo XVI su construcción, que se prolongó al siglo siguiente; quedó entonces sin concluir, a falta de decoración y artesonados, si bien alguna sala presenta techo de alfarje. Patio del Palacio Municipal Es un edificio exento, de sillares de piedra y estilo gótico-renacentista, de planta cuasicuadrangular. Consta de tres alturas, patio central con doce arcos de medio punto (son de mayor diámetro los que ocupan el centro de cada lado del cuadrángulo) formando claustro. Su planta principal presenta en su interior una galería techada con ventanales de inspiración mudéjar (pseudoajimeces). El edificio posee foso exterior y está flanqueado por cuatro torres, tres de ellas almenadas.[139] La torre suroccidental forma el campanario de la iglesia parroquial, que ocupa el espacio occidental del palacio, al que se anexó, en la construcción del templo, una franja de edificio que amplía hacia poniente el cuadrángulo original. En la actualidad, tras su restauración iniciada en los años setenta del siglo XX, alberga dependencias representativas del Ayuntamiento de Onil.

- Iglesia parroquial de Santiago Apóstol. Fue terminada en 1778, aunque es bien probable que se oficiara en ella ya desde el XVII. Ocupa el flanco occidental del Palacio del marqués de Dos Aguas y consta de una sola nave. Sus pilastras son de piedra, como todo el conjunto, con capiteles y arcos de medio punto sin ornamentación. Las bóvedas son de cañón, apuntaladas con arcos torales de medio punto y diagonales con aristas que describen ojivas. En la actualidad ocupa el ábside del templo un retablo correspondiente al gótico tardío, restaurado hace unos años, obra de un artista relacionable con talleres valencianos de fines del siglo XV e inicios del siglo XVI.[140] El baptisterio está decorado con frescos que representan escenas bíblicas, obra de Eusebio Sempere de fines de los años cuarenta del siglo XX.

- Convento de monjas agustinas justinianas concepcionistas. Antiguo convento de frailes franciscanos alcantarinos, fundado en la segunda mitad del siglo XVII bajo la advocación de San Buenaventura,[141] desde 1890 lo ocupa una comunidad de religiosas agustinas justinianas, bajo la advocación de la Purísima Concepción.[142]

- Casa residencial de la familia Payá. Conocida también como Casa de l'Hort, declarada Bien de Interés Cultural, está ubicada en la entrada sur del municipio y fue restaurada hace unos años. Palacete construido a fines del siglo XIX, constituye un ejemplo de arquitectura ecléctica.[143] La residencia se destina a subrayar la elevación social y la prosperidad familiar de su comitente, sobrino del cardenal Miguel Payá y Rico. Edificio de planta rectangular,[144] constaba de sótano, planta baja (zaguanes, cocina, despensa), planta residencial y ático. La fachada sur presenta en su planta baja (con un zócalo sobre el que se abren tres ventanas con rejas forjadas) tres portones, uno de los cuales (el del extremo occidental) constituye el acceso principal, con jambas ornamentadas y dintel en el que se apoya el escudo de armas de la familia. La planta noble muestra seis ventanales (con vanos adintelados en los que reposan remates triangulares con arabescos, cintas y motivos florales orlados) y balcones con barandal y balaustres pétreos, apoyados en ménsulas. A los seis ventanales de la primera planta se sobreponen, en el ático, seis ventanos, también con decoración en sus jambas, dinteles arqueados y antepechos balaustrados. El alero de la techumbre se sostiene en una densa línea de modillones.[145] En la actualidad, este edificio alberga el Museo de la Muñeca.

## Fiestas
- Moros y Cristianos de Onil

Las fiestas principales de Onil son las de Moros y Cristianos, Fiestas de Interés Turístico Autonómico desde el 18 de abril de 2023. Se inician el día 22 de abril con la tradicional "Nit de les Fogueres", momento en el que los vecinos se reúnen alrededor de una hoguera para cenar juntos. Al día siguiente, a las 11 de la mañana (9 horas solares), los colivencos reciben a la Virgen de la Salud en la calle del Portal, para, acto seguido, acompañarla en procesión por el pueblo. Ese mismo día se celebra la ofrenda floral a la virgen, que tiene lugar por la tarde. 

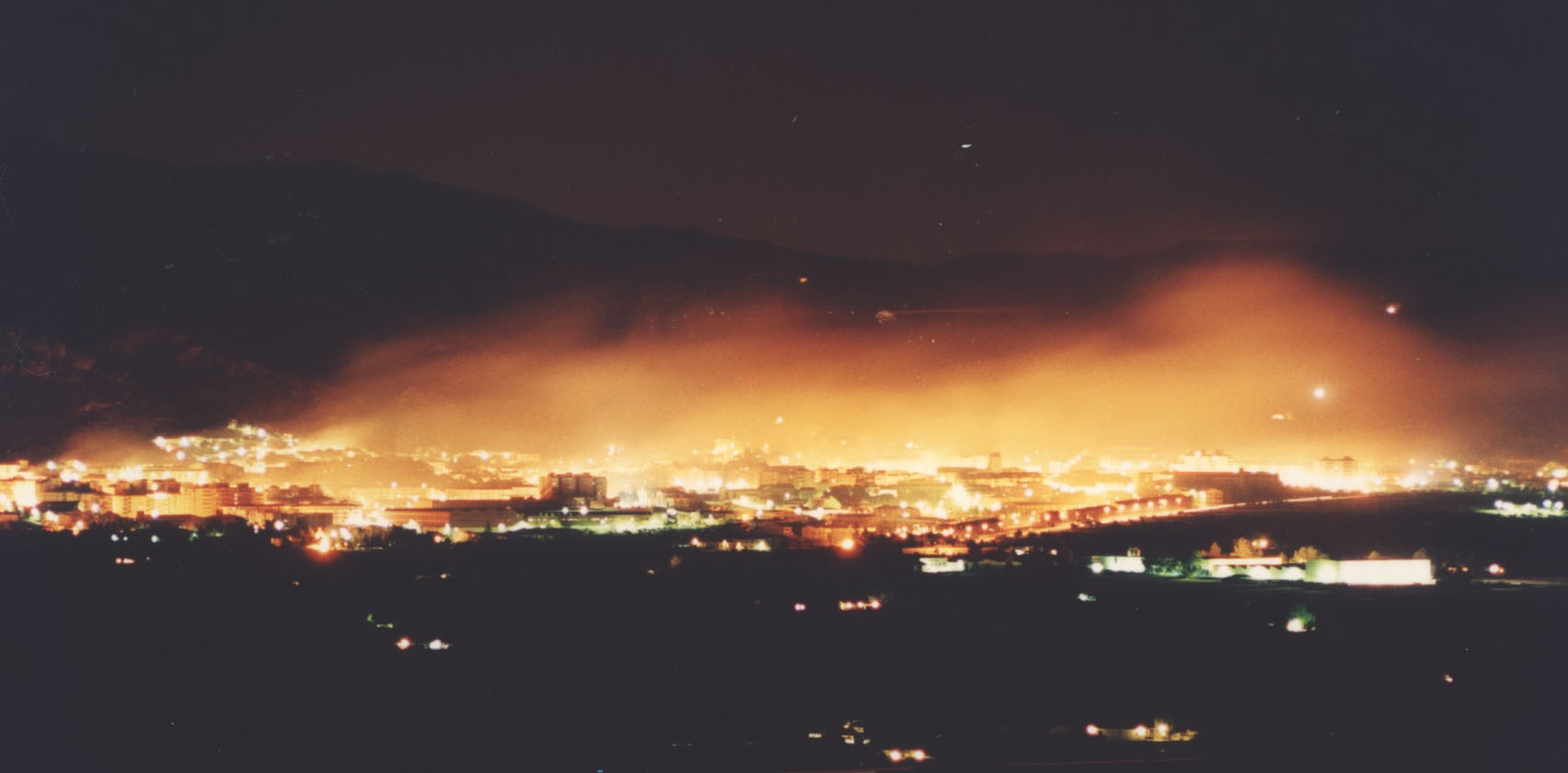
Onil durante la Nit de les Fogueres

Los días 24, 25 y 26 de abril, por la tarde, se pueden ver las danzas populares en la Plaza Mayor, y por la noche hay pequeños desfiles protagonizados por dos comparsas cada día (retretas). El día 27, llamado "Nit de l'Olleta", se celebra un pequeño desfile en clave de humor, en el que participan todas las comparsas.
El 28 de abril, día de la entrada, empieza con el rezo del Angelus en la Plaza Mayor, seguido de una mascletá y del concurso de bandas de música. Por la tarde, se celebra el acto principal de las fiestas, la entrada, encabezada por los cristianos y seguidamente los moros.
Del día 29 de abril destaca, entre otros actos, la embajada, una de las más antiguas que se conocen, y la "Ballà de les Banderes" en la Plaza Mayor.
El día 30 se celebra el llamado desfile, pasacalle similar a la entrada, pero encabezado por los moros.
Por último, el día 1, tras la guerrilla de arcabucería y la embajada, el castillo vuelve a manos de los cristianos. Este mismo día, y en traje de gala, todos los festeros acompañan a la virgen en procesión de vuelta a la ermita. Al llegar allí el cortejo, se dispara un castillo de fuegos artificiales que marca el fin de las fiestas.
Otras celebraciones relacionadas con los moros y cristianos son el "Mig Any", día en el que se recuerda que solo falta medio año para la llegada de las fiestas, y el "Dia de la Volta", anuncio de que tan solo falta un mes para el inicio de las fiestas. Ambas fiestas tienen lugar el sábado más próximo a los días 23 de octubre y 23 de marzo, respectivamente.
- Nostre Senyor Robat

La fiesta del Nostre Senyor Robat se viene celebrando en Onil desde 1924 los días 28, 29 y 30 de noviembre. Es una fiesta puramente eclesiástica, ya que recuerda la restitución de la Sagrada Forma consagrada al pueblo de Onil, después de que esta fuese robada en 1824. Recientemente, se ha introducido, junto a los actos religiosos, una romería desde la zona de la Pedrera, en la vecina localidad de Tibi, hasta Onil, evocando la misma peregrinación realizada por vecinos cuando fue hallada la Sagrada Forma en Tibi.
- Otros festejos y tradiciones locales
  - San Jaime y Santa Ana, 25 y 26 de julio, festividad que se celebra en la pedanía del paraje de Santa Ana-Favanella, en la que es casi obligado la visita a la ermita de Santa Ana, a las afueras del pueblo (aprox. a 2 km), para visitar el porrate y los concursos populares (salto, carreras y tiro de piedra o barra, en que el premio es un conejo a cada ganador) y verbenas que allí se organizan durante estos dos días. Hace unos años se recuperó la Falla de Sant Jaume, que fue celebrada hasta mitad de la década de los sesenta. En estos últimos años se ha vuelto a plantar una falla en la calle de San Jaime, que es quemada el 26 de julio.
  - Virgen del Pilar, el 12 de octubre, arranca en la calle de la Menora (calle del Doctor Salcedo) una procesión, en la que se ha integrado la Guardia Civil, y que lleva a la iglesia parroquial la imagen de la virgen, donde se celebra una misa en su honor. De vuelta a la calle, sus vecinos obsequian a todos los acompañantes y vecinos con una degustación de pastas "colivencas". Se celebran juegos populares y una verbena.
  - San Cristóbal, patrón de los conductores, 10 de julio, los vecinos del barrio del mismo nombre, situado en el casco antiguo de la villa, organizan esta festividad, invitando a la bendición de vehículos por el cura párroco. La bendición se realiza en la puerta de la iglesia o del palacio municipal.
  - Nit dels Fatxos, la noche del 24 de diciembre, Nochebuena, en las calles de la población los vecinos de Onil, los colivencos, dan vueltas, haciendo molinillos, a unas teas de esparto (totxa) denominadas fatxos, que se obtiene de la Sierra de Onil. Rodar fatxos es la expresión que se emplea para referirse a ello en valenciano. En la Plaza Mayor se realiza un concurso para premiar el fatxo más grande que se pueda voltear, el más pequeño, el más artístico, a la persona de mayor edad que ruede fatxos, o al niño o niña de menor edad que lo haga sin ayuda de mayores.